# خانه تمیزی فر
خانه تمیزی فر مربوط به دوره قاجار است و در اصفهان، خیابان ابن سینا، کوچه میرعلاء الدین، پ۳۰ واقع شده و این اثر در تاریخ ۲۳ شهریور ۱۳۸۲ با شمارهٔ ثبت ۱۰۲۲۶ به‌عنوان یکی از آثار ملی ایران به ثبت رسیده است.
این خانه در سال ۸۷ توسط شرکت عمران و مسکن سازان استان اصفهان مرمت گردید و در حال حاضر به عنوان هتل سنتی عتیق در حال فعالیت می‌باشد.

## موقعیت بنا در بستر شهر اصفهان
از لحاظ تقسیمات محله‌ای شهر اصفهان در قدیم به ۶ محله به نامهای باغ کاران، لنبان، کلان، چنبلان، جویباره و دردشت محدود می‌شده است. خانه نیلفروش زاده طبق این تقسیمات در «دردشت» واقع شده است.

## مشخصات بنا
خانه تمیزی فر بنائی است شامل بیرنی و اندرونی، ورودی خانه دارای یک هشتی با کاربندی ساده و راهرویی طویل با پیچشهای قائه می‌باشد. راهروی ورود به دو بخش تقسیم شده که یک راه آن به بخش اندرونی و راه دیگر آن به بخش بیرونی خانه اتصال پیدا می‌کند. مجموعه فضاهای حیاط بیرونی در سه جبهه شمال، شرق و غرب حیاط مربع شکل خانه جای گرفته‌اند. در جبهه شمال حیاط بیرونی تالاری جا گرفته که بین بخش اندرونی و بیرونی واقع شده و تالار به تزئینات زیبای مقرنس و نقاشی‌های شیر و شکر و گچبری مزین است و طاقچه‌ها و طاقجه‌ها توسط ارسی سه لنگه به تالار مشرف می‌شوند.

## نگارخانه

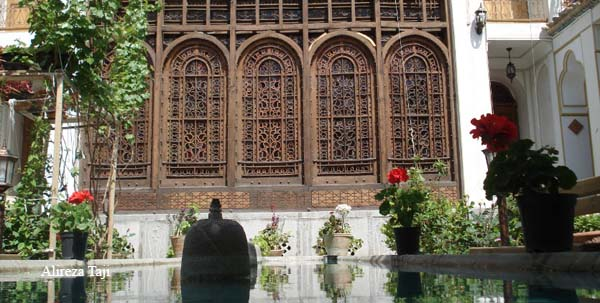
خانه تمیزی فر، بخش اندرونی خانه